# Johan van Galen
Pour les articles homonymes, voir Van Galen.
Johan van Galen, dit Jan van Galen, né en 1604 à Essen et mort le 23 mars 1653 à la bataille de Livourne, est un commodore de la marine de la république des Provinces-Unies.

## Biographie
Il est nommé capitaine en 1635, pendant la guerre de Quatre-Vingts Ans contre l'Espagne et lutte principalement contre les corsaires dunkerquois. En 1639, il participe à la bataille des Downs sous le commandement de Joris van Cats (nl). En 1645, à titre de contre-amiral, il a fait partie du convoi commandé par le vice-amiral Witte de With, qui force le passage de l'Øresund que contrôle le Danemark. Les deux hommes ont un tempérament chaud et fier. Les relations sont très conflictuelles, au point que dans un moment de colère, Van Galen abaisse son pavillon et le piétine. De With le fait mettre aux fers et le livre à l'adversaire à Copenhague. Embarrassée, la cour danoise libère Van Galen après l'intervention d'un émissaire français. La particularité de Van Galen est qu'il n'a jamais servi dans la marine de guerre proprement dite, mais qu'il est employé par un organisme privé qui soutient officiellement la marine.
En 1648, les Provinces-Unies font la paix avec l'Espagne. Van Galen est envoyé à trois reprises combattre les pirates barbaresques. Le 2 juillet 1649, alors que son navire est dans la baie de Cadix, il est abordé par l'équipage d'un sloop espagnol qui tente de lui subtiliser les 4 000 florins gagnés lors d'une vente d'esclaves mauresques. Tétu, Van Galen refuse bien sûr d'obtempérer, mais il est grièvement blessé. L'argent est récupéré par les autorités espagnoles et les bandits sont pendus.
Van Galen prend sa retraite en 1650, mais lorsque la première guerre anglo-néerlandaise entre les Provinces-Unies et le Commonwealth d'Angleterre éclate, en juillet 1652, les États généraux lui demandent, à titre de commodore, d'assumer le commandement d'une flotte néerlandaise en Méditerranée, en remplacement du commodore Joris van Cats. Il embarque le 3 août et atteint Livourne, le 1er septembre.
Le 7 septembre il s'empare du Phoenix au cours de la bataille d'Elbe et encercle six navires de l'escadre de Henry Appleton (en) dans les ports neutres de Porto Longone et de Livourne. Là, il attend la décision des États généraux et menace de démissionner de son commandement, s'il ne reçoit pas la liberté d'action. Le 14 mars 1653, au cours de la bataille de Livourne, sa flotte est attaquée par la flotte anglaise de Richard Badiley (en) venue libérer les navires d'Appleton (en). Un boulet de canon brise sa jambe droite. Il est amputé sur le pont du navire et continue de diriger la bataille.
Il meurt à Livourne, dix jours plus tard, des suites de ses blessures. Un monument est érigé à sa mémoire dans la Nouvelle église d'Amsterdam (Nieuwe Kerk).

### Sources
- (en) Cet article est partiellement ou en totalité issu de l’article de Wikipédia en anglais intitulé « Johan van Galen » (voir la liste des auteurs).

- (nl) Cet article est partiellement ou en totalité issu de l’article de Wikipédia en néerlandais intitulé « Jan van Galen » (voir la liste des auteurs).